# Carta del cielo (album)
Carta del cielo è l'ottavo album in studio di Alberto Fortis, pubblicato nel 1990 dalla Epic Records.

## Tracce
Testi e musiche di Alberto Fortis.
1. Carta del cielo
2. Anch'io
3. Da domani
4. Mentre piangeva
5. Tempo per capire
6. Vita ch'è vita (Greenwich)
7. Ballerai
8. La bianca città (Jerusalem)
9. Mary (Cameron)
10. Dietro di te (traccia bonus presente solo su MC e CD)

## Formazione
- Alberto Fortis – voce
- Giacomo Giannotti – tastiera, pianoforte, organo Hammond
- Guido Elmi – chitarra elettrica, programmazione, congas
- Davide Romani – basso
- Lele Melotti – batteria
- Claudio Golinelli – basso
- Stefano Bittelli – programmazione
- Marco Sabiu – tastiera
- Luca Testoni – chitarra elettrica
- Maurizio Solieri – chitarra acustica, chitarra elettrica
- Marco Tamburini – tromba
- Sandro Comini – trombone
- Paride Sforza – sax
- Mel Collins – sassofono tenore, sassofono soprano
- Antonella Melone, Clara Moroni, Silvio Pozzoli – cori